# Parc Estate
Parc Estate es una localidad de Santa Lucía que forma parte del distrito de Laborie.